# Coloni
Coloni is een autoraceteam dat van 1987 tot en met 1991 uitkwam in de Formule 1. Ondanks een goede organisatie was het team in constante financiële problemen. Sportieve successen waren er nauwelijks. Coloni haalde geen enkel punt.

## Geschiedenis

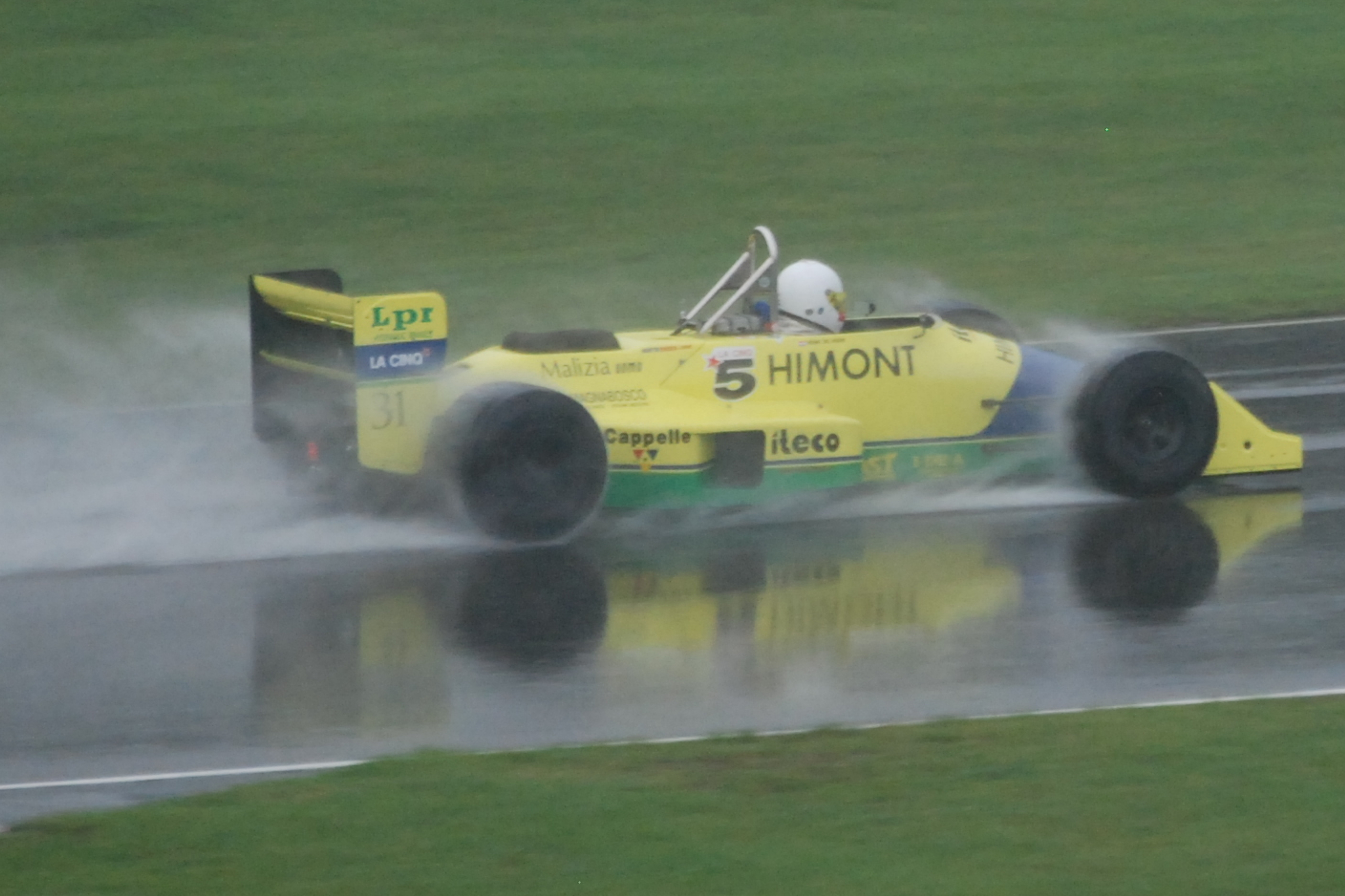
Demonstratie van een Coloni FC188B in 2008

Nadat Enzo Coloni (bijgenaamd 'De Wolf') zijn raceloopbaan in 1982 beëindigd had, begon hij een raceteam voor jong Italiaans talent. Onder andere Ivan Capelli en Nicola Larini wonnen het Italiaanse Formule 3-kampioenschap voor het team, ook andere latere Formule 1-coureurs als Alex Caffi, Franco Forini en Gabriele Tarquini kwamen in die jaren voor het team uit.
In 1987 maakt Coloni tijdens het seizoen zijn entree in de Formule 1. Met als enige coureur Nicola Larini wordt in Italië (niet gekwalificeerd) en Spanje deelgenomen. Na de Grand Prix van Spanje trekt men zich weer terug om zich voor te bereiden op 1988. In dat jaar neemt Coloni opnieuw met 1 auto deel aan het Formule 1-kampioenschap. Coureur Gabriele Tarquini beleefd een wisselvallig jaar met als hoogtepunt een 8ste plaats in Canada, maar regelmatig weet hij zich ook niet te (pre-)kwalificeren.
Voor het seizoen 1989 vertrok Tarquini en kwamen Roberto Moreno en Pierre-Henri Raphanel. De prestaties verbeterden echter niet, het eerste deel van het seizoen moest het team het doen met de verouderde auto van 1988 en ook de nieuwe wagen bleek geen succes. Moreno wist zich maar af en toe te kwalificeren, Raphanel slechts eenmaal voordat hij naar Rial vertrok. Zijn vervanger Enrico Bertaggia kwam nooit door de pre-kwalificatie.
Voor 1990 was er optimisme omdat Subaru de motoren voor het team ging leveren en deels eigenaar van Coloni werd. De Subaru 12-cilinder boxermotor (geproduceerd door Motori Moderni) bleek echter een grandioze mislukking en coureur Bertrand Gachot had geen schijn van kans in de pre-kwalificatie. Halverwege het seizoen verliet Subaru het team, waarna verder werd gereden met Ford-motoren. Gachot wist zich geen enkele keer te kwalificeren.
Met dank aan sponsorgeld van een wijn-fabrikant kreeg de Portugees Pedro Chaves het zitje voor het seizoen 1991. De financiële problemen werden echter steeds groter en Coloni was met afstand het zwakste team van 1991, met opnieuw enkel mislukte kwalificaties. Enzo zelf vertrok in de loop van het seizoen, net als Chaves. De laatste 2 Grand Prix van het jaar zat Naoki Hattori achter het stuur met hulp van veel sponsoren. Ook hij kon niets presteren met de auto. Het team was intussen overgenomen door de schoenenmagnaat Andrea Sassetti die het team ombouwde tot Andrea Moda Formula.

## Terugkeer
Enzo Coloni zelf begon weer met een team in de Formule 3 en later Formule 3000 en GP2 waarbij onder anderen Giorgio Pantano, Zsolt Baumgartner en Esteban Tuero bij hem reden.